# 양승조
양승조(梁承晁, 1959년 3월 21일~)는 대한민국의 변호사, 정치인이다. 민선 7기 충청남도지사이다.

## 생애
충청남도 천안군 광덕면 만덕골 225번지에서 유학자였던 양태석과 어머니 이종기 슬하에서 9번째 아들로 태어났다. (10男 4女)
1995년 37회 사법고시에 합격해 연수원 27기를 수료하고 변호사로 활동했다.
2004년 열린우리당의 충남 천안갑에서 출마하여 제17대 국회의원으로 당선됐다. 열린우리당 보훈특별위원회 위원장, 열린우리당 충남도당위원회 위원장을 지냈고, 국회 법제사법위원회 위원과 국회 예산결산특별위원회 위원으로 활동하였다. 
2008년 민주당의 공천을 받아 충남 천안갑에서 제18대 국회의원으로 재선되었다. 민주당 충남도당위원회 위원장, 민주당 법률 원내부대표를 지냈고, 국회 예결특별위원회 위원과 국회 보건복지가족위원회 위원, 국회 운영위원회 위원으로 활동했다. 손학규 당대표 비서실장을 지냈고 2012년 민주당 대선 후보 경선 때 손학규 선대본부장으로 활동하였다. 
2010년 4월 27일 정운찬 국무총리의 세종특별자치시 수정안에 대해 "(출생이 충남이지만) 충남이 아닌 서울에서 오랫동안 산 사람다운 발상"이라며 "6·2 지방선거는 세종시 원안 사수 세력과 수정안 세력 간의 일대 대결이며, 충남도민은 세종시 수정안 세력에 대해 반드시 정치적 응징을 가할 것"이라고 강경한 입장을 피력했다.
2011년 양승조 의원은 치과협회와 유디치과가 반값 임플란트 문제로 마찰을 빚던 의사들의 면허대여를 금지하는 의료법 개정안을 발의했다. 양승조 의원은 의료의 공공성을 제고하기 위해 의료인 1인 1의료기관의 개설 원칙을 강화하는 내용이라고 주장했다.
2013년 5월 민주당 최고위원이 되었다. 2013년 12월 9일 춘추관 브리핑에서 국가정보원의 대선개입 의혹사건 등과 관련하여 "박근혜 대통령이 선친 박정희 전 대통령이 암살당했던 것과 같은 전철을 밟을 수 있다'고 발언했다.
2016년 5월 제20대 국회의원에 당선되어 국회 전반기 보건복지위원회 위원장을 지냈다.
2018년 제7회 전국동시지방선거에서 더불어민주당 충청남도지사 후보로 출마하여 615,870표(62.6%)로 당선되었다. 
2022년 제8회 전국동시지방선거에서도 더불어민주당 충청남도지사 후보로 공천되어 재선에 도전하였으나, 2위를 기록하여  국민의힘 김태흠 후보에게 67,350표 차로 패배, 재선에 실패하였다.

## 학력
- 보산원국민학교 졸업
- 광풍중학교 졸업
- 중동고등학교 졸업
- 성균관대학교 법과대학 법학 학사
- 단국대학교 정책경영대학원 특수법무학 석사(학위논문명: 다단계판매의 법적 구조에 관한 연구)

## 경력
- 2004년 4월 15일 대한민국 제17대 국회의원 선거 당선(충남 천안시 갑, 열린우리당, 초선)
- 2004년 5월~2008년 5월 제17대 국회의원(충남 천안시 갑, 열린우리당→대통합민주신당→통합민주당, 초선)
  - 2004년 7월~2006년 5월 제17대 국회 전반기 법제사법위원회 위원
  - 2004년 7월~2006년 5월 제17대 국회 전반기 개혁특별위원회 위원
  - 2006년 6월~2008년 5월 제17대 국회 후반기 보건복지위원회 위원
- 열린우리당 보훈특별위원회 위원장
- 열린우리당 충청남도당 위원장
- 열린우리당 인권위원회 위원장
- 2008년 4월 9일 대한민국 제18대 국회의원 선거 당선(충남 천안시 갑, 통합민주당, 재선)
- 2008년 5월~2012년 5월 제18대 국회의원(충남 천안시 갑, 통합민주당→민주당→민주통합당, 재선)
  - 2008년 6월~2010년 5월 제18대 국회 전반기 예산결산특별위원회 위원
  - 2008년 6월~2010년 5월 제18대 국회 전반기 국회운영위원회 위원
  - 2010년 6월~2012년 5월 제18대 국회 후반기 보건복지가족위원회 위원
  - 2010년 6월~2012년 5월 제18대 국회 후반기 국가균형발전 및 행정중심복합도시 대책 특별위원회 위원
  - 2010년 6월~2012년 5월 제18대 국회 후반기 저출산고령화대책특별위원회 간사
- 민주당 법률 원내부대표
- 2008년 6월 민주당 충청남도당 위원장
- 2008년~2011년 민주당 충청남도당 천안시 갑 지역위원회 위원장
- 2009년 7월 민주당 정책위원회 부의장
- 2010년 10월~2011년 5월 민주당 손학규 당대표비서실장
- 2012년 4월 11일 대한민국 제19대 국회의원 선거 당선(충남 천안시 갑, 민주통합당, 3선)
- 2012년 5월~2016년 5월 제19대 국회의원(충남 천안시 갑, 민주통합당→민주당→새정치민주연합→더불어민주당, 3선)
  - 2012년 6월~2016년 5월 제19대 국회 전·후반기 보건복지위원회 위원
- 2012년 5월~2013년 5월 민주통합당 충청남도당 천안시 갑 지역위원회 위원장
- 2013년 5월~2014년 3월 민주당 충청남도당 천안시 갑 지역위원회 위원장
- 2013년 5월~2014년 3월 민주당 최고위원
- 2014년 3월 새정치민주연합 최고위원
- 2014년 3월~2015년 12월 새정치민주연합 충청남도당 천안시 갑 지역위원회 위원장
- 2015년 2월~2015년 6월 새정치민주연합 사무총장
- 2015년 12월~2016년 5월 더불어민주당 충청남도당 천안시 갑 지역위원회 위원장
- 2016년 4월 13일 대한민국 제20대 국회의원 선거 당선(충남 천안시 병, 더불어민주당, 4선)
- 2016년 4월~2016년 8월 더불어민주당 비상대책위원회 위원
- 2016년 5월~2018년 5월 제20대 국회의원(충남 천안시 병, 더불어민주당, 4선)
  - 2016년 6월~2018년 5월 제20대 국회 전반기 보건복지위원회 위원장
- 2016년 5월~2018년 5월 더불어민주당 가습기살균제대책특별위원회 위원장
- 2016년 5월~2018년 5월 더불어민주당 충청남도당 천안시 병 지역위원회 위원장
- 2018년 4월~2018년 6월 더불어민주당 충청남도지사 후보
- 2018년 6월 13일 제7회 전국동시지방선거 당선(민선 7기, 충청남도지사, 더불어민주당, 초선)
- 2018년 7월~2022년 6월 제38대 충청남도지사(민선 7기, 더불어민주당, 초선)
- 2018년 8월~2019년 7월 제12대 전국시도지사협의회 감사
- 충남도립대학교 이사장
- 충남테크노파크 이사장
- 전국시도지사협의회 감사
- 한국상하수도협회 부회장
- 2021년 7월~2021년 8월: 제20대 대통령 선거 더불어민주당 경선예비후보
- 2022년 9월~2024년 9월: 더불어민주당 참좋은지방정부위원회 공동위원장
- 2023년 3월~ : 대한민국헌정회 부회장(충남)
- 2024년 1월~2024년 2월: 제22대 국회의원 선거 충남 천안시 을 더불어민주당 국회의원 예비후보
- 2024년 3월~2024년 4월: 제22대 국회의원 선거 충남 홍성군·예산군 더불어민주당 국회의원 후보
- 2024년 3월~2024년 4월: 제22대 국회의원 선거 더불어민주당 충청남도당 선거대책위원회 공동선거대책위원장
- 2024년 5월~ : 더불어민주당 충청남도당 홍성군·예산군 지역위원회 위원장

## 역대 선거 결과
|  | 45.33% |

|  | 38.26% |

|  | 51.53% |

|  | 49.67% |

|  | 62.55% |

|  | 46.12% |

|  | 45.15% |

## 소속 정당
| 소속 정당 | 소속 정당      | 소속 기간 | 비고      |
| --------- | -------------- | --------- | --------- |
|           | 한나라당       | 2002      | 정계 입문 |
|           | 무소속         | 2002      | 탈당      |
|           | 국민통합21     | 2002~2003 | 창당      |
|           | 무소속         | 2003      | 탈당      |
|           | 열린우리당     | 2003~2007 | 창당      |
|           | 대통합민주신당 | 2007~2008 | 합당      |
|           | 통합민주당     | 2008      | 합당      |
|           | 민주당         | 2008~2011 | 당명 변경 |
|           | 민주통합당     | 2011~2013 | 합당      |
|           | 민주당         | 2013~2014 | 당명 변경 |
|           | 새정치민주연합 | 2014~2015 | 합당      |
|           | 더불어민주당   | 2015~현재 | 당명 변경 |

## 수상
- 국회 의정활동 우수의원 공로패
- 국회 법제사법위원회 우수의원상
- 2008년 우수국회의원상
- 2008년 국정감사 NGO모니터단 국정감사 우수의원
- 2009년 우수국회의원상
- 2009년 국정감사 NGO모니터단 국정감사 우수의원
- 2009년 본회의 참여 우수 국회의원상
- 2011년 대한민국 헌정상 우수상
- 2011년 자랑스러운 국회의원상
- 2012년 국회 일치를 위한 정치포럼 제2회 국회를 빛낸 바른 언어상 품격언어상 부문
- 2013년 전국시민단체총연합 및 독도수호국민연합 선정 모범 국회의원상
- 2013년 대전광역시장 감사패
- 2013년 모범 국회의원상
- 2013년 제2회 초정대상 최우수 국회의원상
- 2013년 충청남도지사 감사패
- 2014년 국정감사 NGO모니터단 국정감사 우수의원
- 2015년 법률소비자연맹 국회의원 헌정대상
- 2015년 한국언론사협회 대한민국우수국회의원 대상
- 2016년 법률소비자연맹 제19대 국회 종합헌정대상
- 2016년 유권자시민행동 대한민국 유권자 대상
- 2016년 한국을 빛낸 자랑스런 한국인 대상 행정혁신 공로대상
- 2016년 제4회 국회의원 아름다운 말 선플상
- 2016년 한국언론사협회 세계평화언론대상
- 2016년 대한민국 모범 국회의원 대상 최고대상
- 2017년 한국언론연합회 대한민국나눔봉사대상 보건복지부문 종합대상
- 2017년 제3회 글로벌 리더십 대상
- 2017년 글로벌 신한국인 대상 우수의정활동 부문
- 2017년 법률소비자연맹 제20대 국회 헌정대상 의정종합대상
- 2017년 유권자시민행동 대한민국 유권자 대상
- 2017년 국민성공시대 대한민국 신창조인 대상 의정활동 부문
- 2017년 세계평화언론대상 국회의정활동부문 대상
- 2017년 대한민국 탑리더스 대상 의정부문
- 2017년 대한민국 YIP 의정대상
- 2017년 한국유권자총연맹 국정감사 최우수 상임위 국회의원
- 2017년 수도권일보 시사뉴스 국정감사 우수의원
- 2017년 제7회 대한민국성공대상 여당의정활동부문 대상
- 2017년 대한민국대표공헌대상 우수의정활동 부문
- 2017년 국정감사 NGO 모니터단 국정감사 우수 상임위원장상
- 2017년 아시아파워 리더십 대상 리더십 혁신정치 부문
- 2018년 소상공인연합회 초정대상
- 2018년 제11회 국정감사 우수 국회의원 및 지방자치단체 의정활동평가 대상 지방자치단체 최우수 행정 대상
- 2019년 한국매니페스토실천본부 민선7기 공약 SA등급 충청남도 수상
- 2020년 대한민국헌정회 제1회 대한민국 헌정대상 자치행정부문
- 2020년 한국매니페스토실천본부 민선7기 공약 SA등급 충청남도 수상
- 2021년 한국매니페스토실천본부 민선7기 공약 SA등급 충청남도 수상
- 2021년 UN공공행정상 충청남도 수상

## 같이 보기
- 천안시 갑
- 천안시 병
- 천안시의 국회의원
- 천안시 동남구의 국회의원
- 천안시 서북구의 국회의원
- 충청남도지사